# Sgraffito

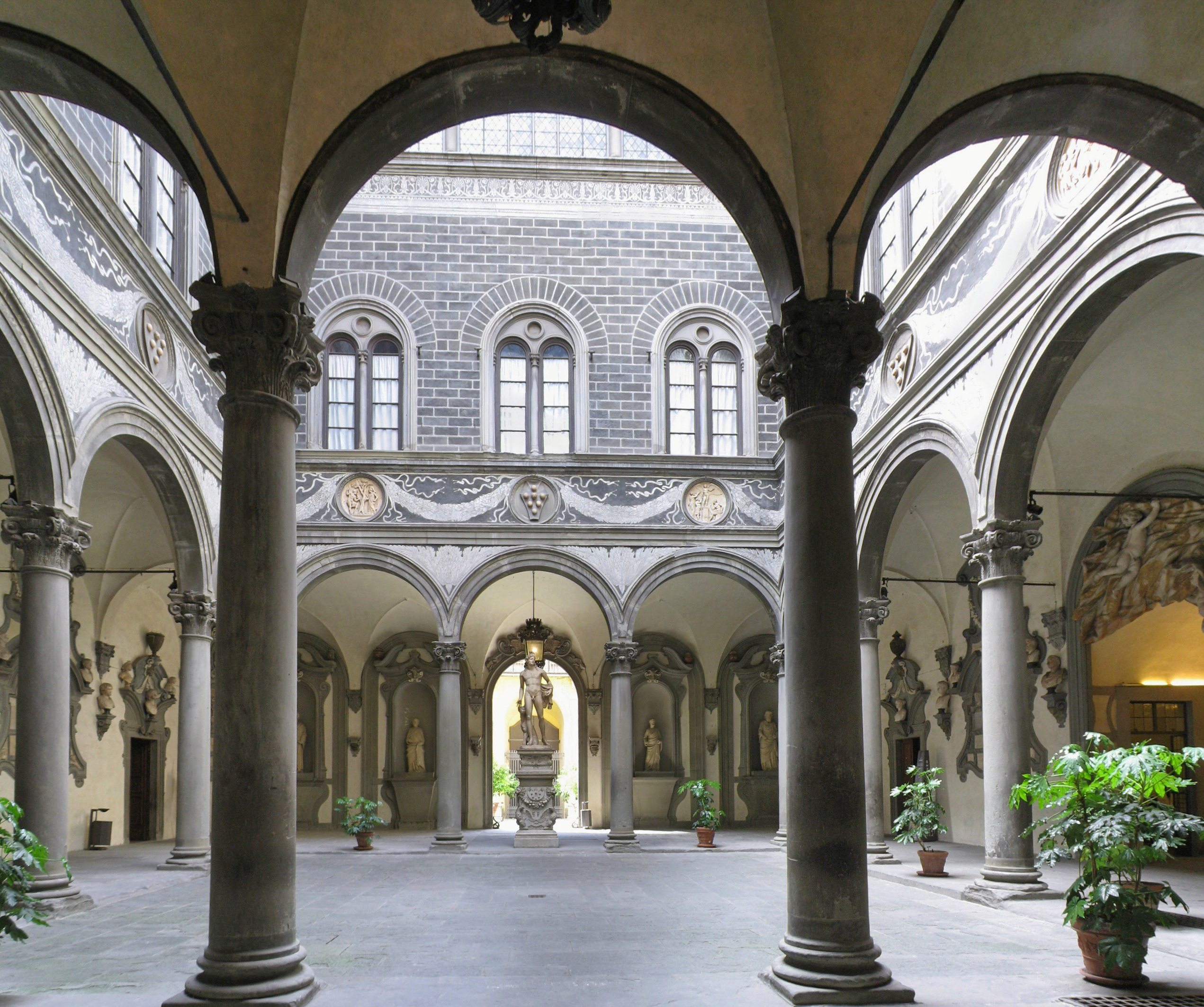
Maso di Bartolomeo, Sgraffito-Dekoration im Innenhof des Palazzo Medici, Florenz, 1452, mehrfach restauriert

Als Sgraffito (Plural: Sgraffiti) werden Techniken der Putz-, Glas-, Keramik- und Goldgrund-Dekoration bezeichnet, die auf dem Einkratzen von Ornamenten beruhen. Der Begriff ist vom italienischen Verb sgraffiare oder graffiare, deutsch kratzen, abgeleitet. Üblich ist die Bezeichnung vor allem für die – meist zweifarbigen – Dekorationen an Außenwänden von Gebäuden. Hierfür werden Ornamente in die weiß gekalkte Oberfläche eines gefärbten Wandputzes gekratzt, sodass sowohl ein Struktur- (glatt/rau) als auch ein Farbkonstrast (oft: weiß/grau) entsteht. Seit dem 19. Jahrhundert gibt es auch mehrfarbige Sgraffito-Dekorationen.
Als Kratztechnik wird Sgraffito anders als der plastische Putzschnitt nicht zu den Stucktechniken gezählt.

## Geschichte

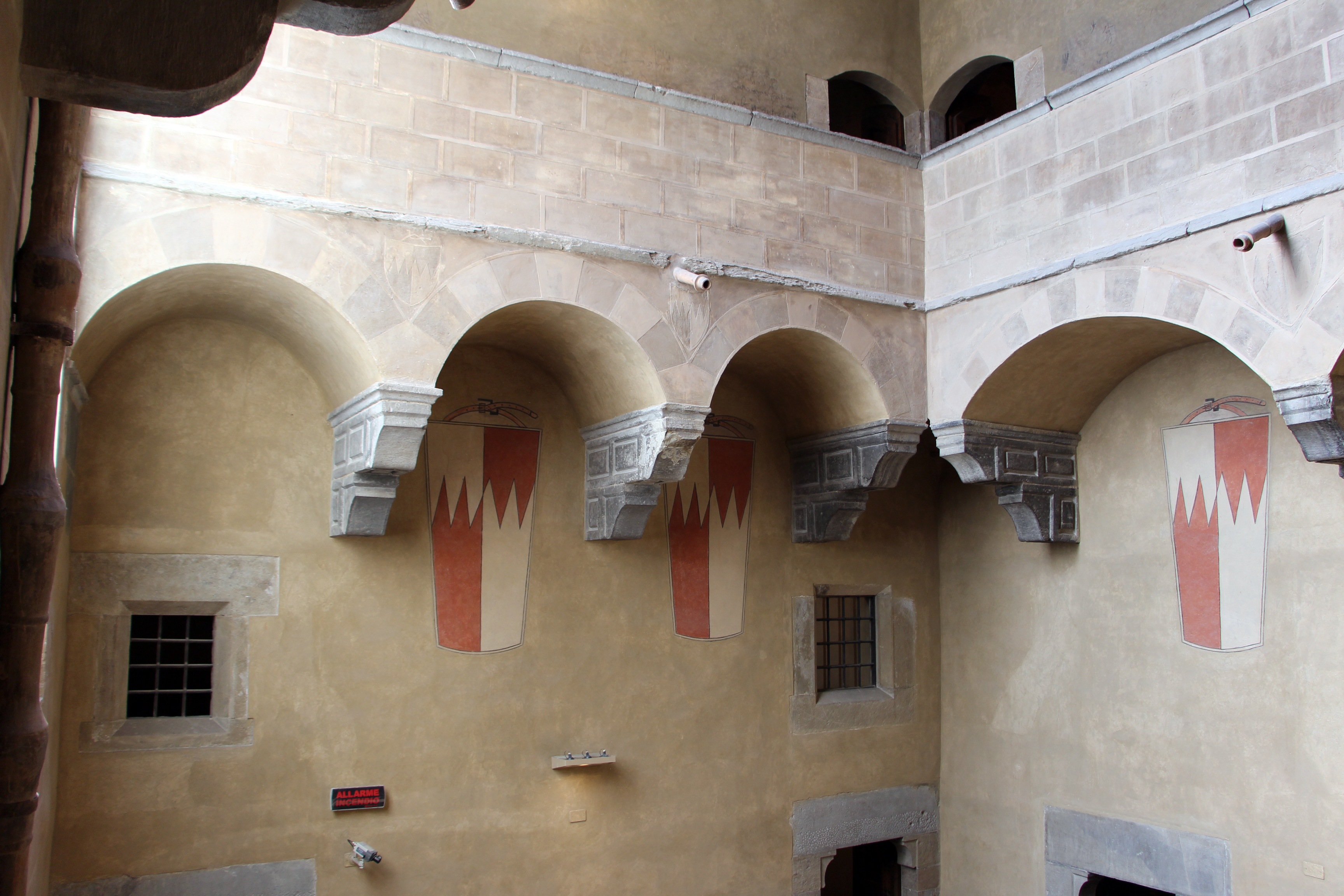
Palazzo Davanzati (ursprünglich Davizzi), Sgraffito-Dekoration im Innenhof, um 1340, stark restauriert bzw. teilweise rekonstruiert

Die frühesten Wanddekorationen in Sgraffito-Technik in Europa entstanden wahrscheinlich im 12. Jahrhundert im almohadischen Spanien, aus dem 13. Jahrhundert datieren Putzritzungen aus dem mitteldeutschen Raum (u. a. Magdeburg, Brandenburg), ab etwa 1300 ist die Technik in Florenz nachweisbar. Ob sie durch Kaufleute, Künstler oder andere Reisende verbreitet wurde oder wegen des vergleichsweise günstigen Materials und der einfachen Ausführung in verschiedenen Regionen unabhängig voneinander entstand, ist unklar. Forschungen zu frühen Sgraffito-Dekorationen in Spanien und Florenz legen nahe, dass sich die Technik aus der Regulierung und Gestaltung von Fugen entwickelt hat.
In Florenz sind allein aus dem 14. und 15. Jahrhundert 34 Dekorationen an Patrizierpalästen, öffentlichen Gebäuden und Kirchen erhalten oder nachweisbar. Zu den prominentesten Beispielen zählen ein Flügel des Klosterkomplexes von Santa Maria Novella (um 1340, in Resten erhalten), die Fassade des Palazzo Dietisalvi Neroni (um 1450, restauriert), die Innenhöfe des Palazzo Medici (1452, restauriert) und des Palazzo della Signoria (zwischen 1460 und 1466, bis auf geringe Reste zerstört), die Front des Gebäudes der Arte della Seta (1470, durch Rekonstruktion ersetzt) und Fassaden und Innenhöfe von Palästen der Familien Da Uzzano (ca. 1415–1420), Strozzi (ca. 1451–1455, zerstört), Capponi (um 1470) und Spinelli (Anfang 1460er Jahre).
Die Florentiner Dekorationen wurden ab Mitte des 15. Jahrhunderts zum Vorbild für Wandgestaltungen in Mittel- und Norditalien; einen besonders reichen Bestand an erhaltenen und nachweisbaren Fassaden weisen Rom und die ehemalige päpstliche Residenzstadt Pienza auf. Ein Ausnahme sind die Sgraffito-Gestaltungen in Innenräumen in Mailand, wie beispielsweise im Chorbereich der Kirche Santa Maria delle Grazie von 1492/1493.

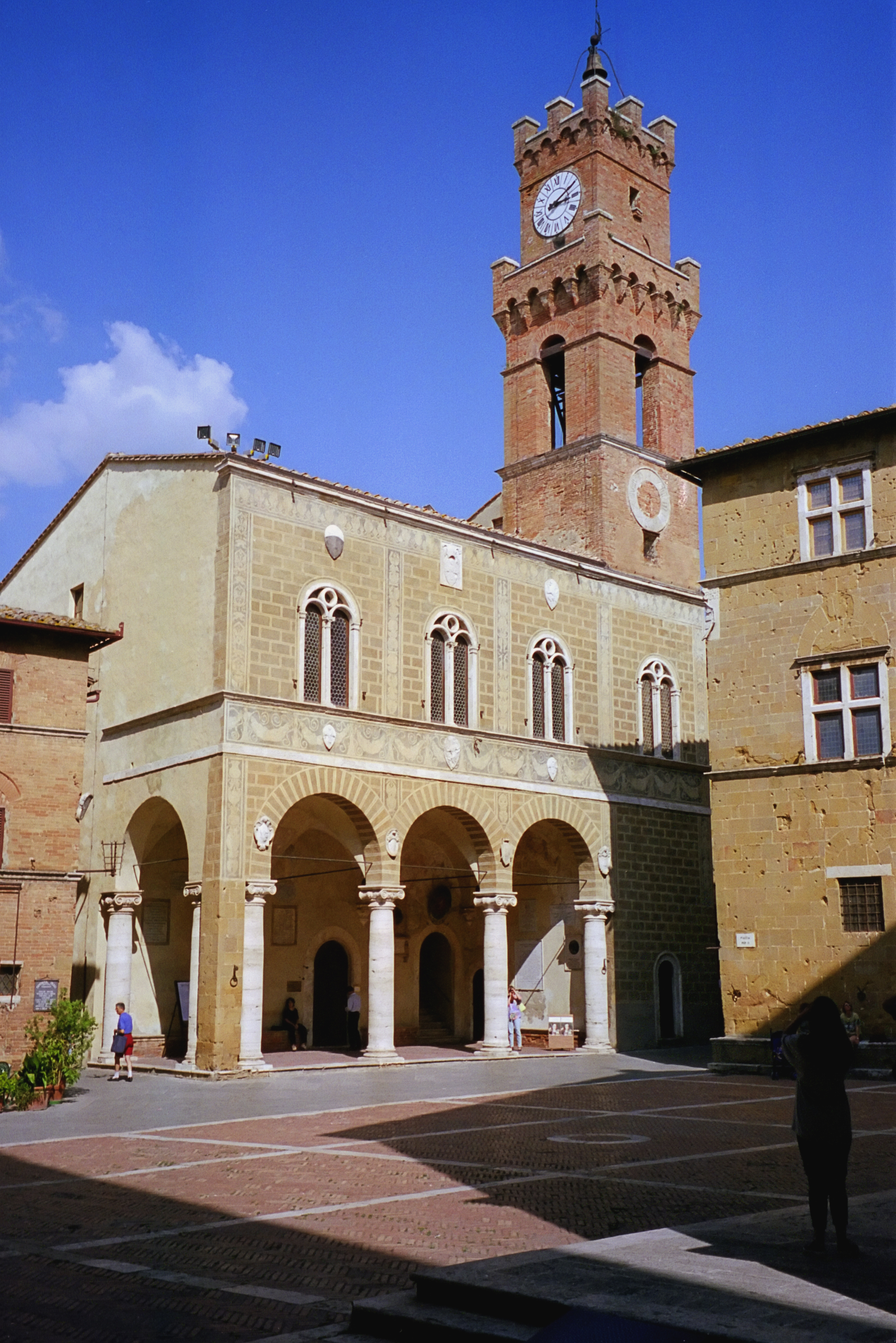
Fassade mit Sgraffito-Dekoration, Palazzo Comunale, Pienza, um 1460, rekonstruiert

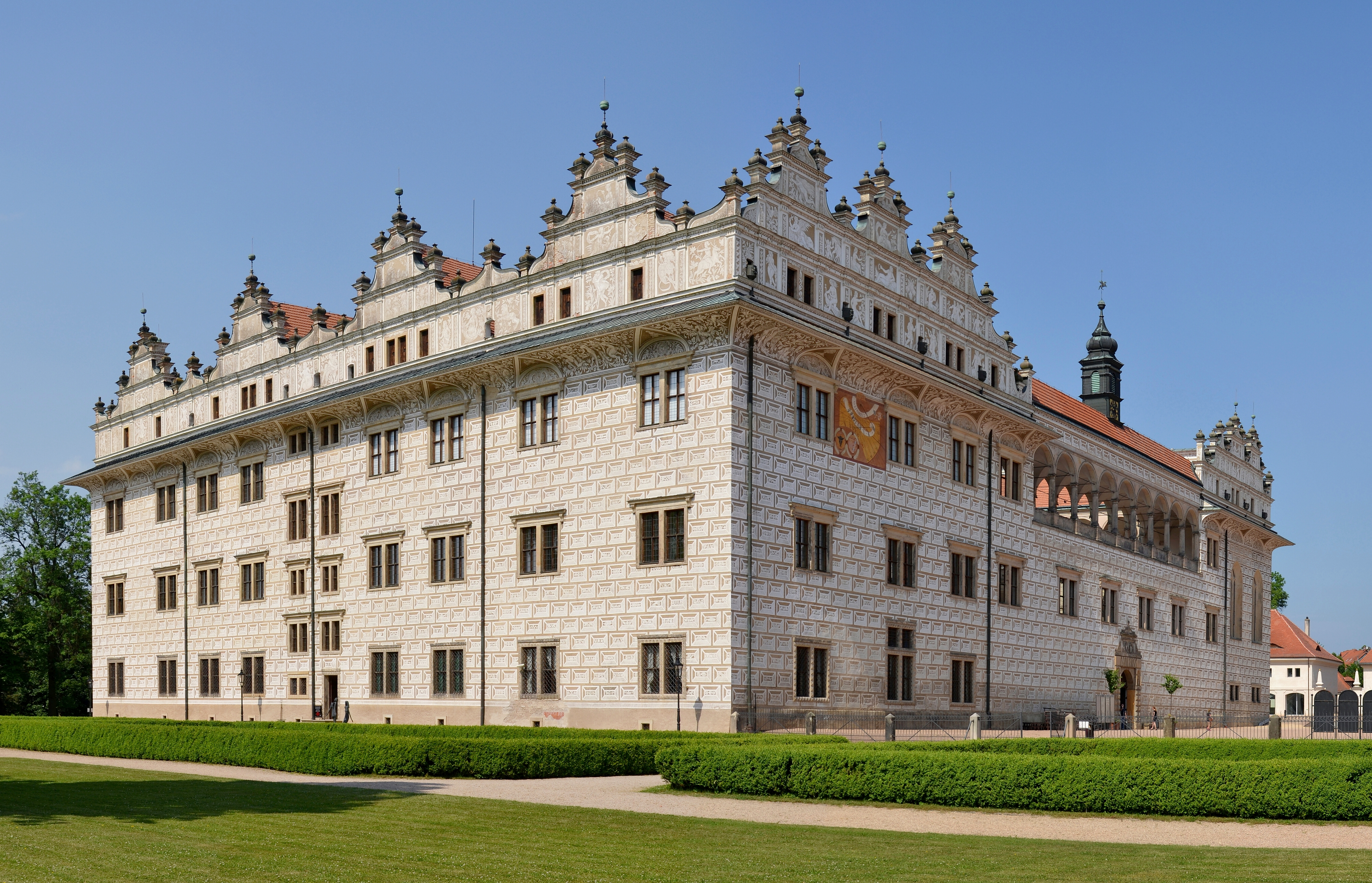
Fassaden mit Sgraffito-Dekoration, Litomyšl, Tschechien, um 1580, rekonstruiert

Mitte des 16. Jahrhunderts beschreibt Giorgio Vasari im 26. Kapitel der technischen Einführung zu seinen Künstlerbiografien ("Introduzione alle tre arti del disegno") die Ausführung von Sgraffito ("Degli sgraffiti delle case che reggono a l’acqua; quello che si adoperi a fargli [...]"). Erwähnt wird die Technik auch in den Viten der Künstler Andrea di Cosimo Feltrini, Cristofano Gherardi und Polidoro da Caravaggio.
Ab Ende des 15. Jahrhunderts finden sich Sgraffito-Dekorationen auch jenseits der Alpen; zuerst in Prag am Starý královský palác auf der Prager Burg (1493). Im 16. und 17. Jahrhundert waren Graubünden und Engadin in der Schweiz, Böhmen, Schlesien, Sachsen und Süddeutschland Zentren der Sgraffito-Kunst. In Bayern gibt es beispielsweise im Innenhof des Stadtschlosses in Neuburg an der Donau großflächige Darstellungen in Sgraffito. Berühmte, wenngleich bereits im 18. Jahrhundert völlig verwitterte Dekorationen wies auch der Innenhof des Dresdner Residenzschlosses auf; sie werden seit den 1990er Jahren nach Darstellungen des 17. Jahrhunderts rekonstruiert.
Im 17. Jahrhundert kam die Technik aus der Mode; statt der zweidimensionalen geritzten Ornamente setzten sich Fassaden skulpturale und stuckierte Dekorationen durch.

## Sgraffiti im 19. und 20. Jahrhundert
Kurz vor der Mitte des 19. Jahrhunderts griff der Architekt Gottfried Semper die Sgraffito-Technik erstmalig wieder auf und ließ an seinem (bald abgebrannten) ersten Dresdner Hoftheater, am Haus seines Bruders in Hamburg und am Polytechnicum der ETH Zürich Sgraffito-Dekorationen anbringen. Ihre Haltbarkeit war jedoch den Beteuerungen Sempers entgegen nicht sehr dauerhaft.

Auch andere europäische Städte wie Brüssel, Barcelona, Warschau oder Prag sind reich an Gebäuden mit Sgraffitodekor aus der Zeit zwischen 1890 und 1910. Das Maison Cauchie (1905) besitzt mehrere Innenwände mit Sgraffito-Gestaltung. Eine Besonderheit ist die ausschließlich auf der griechischen Insel Chios in den Dörfern der Mastichochória gepflegte Sgraffito-Tradition.

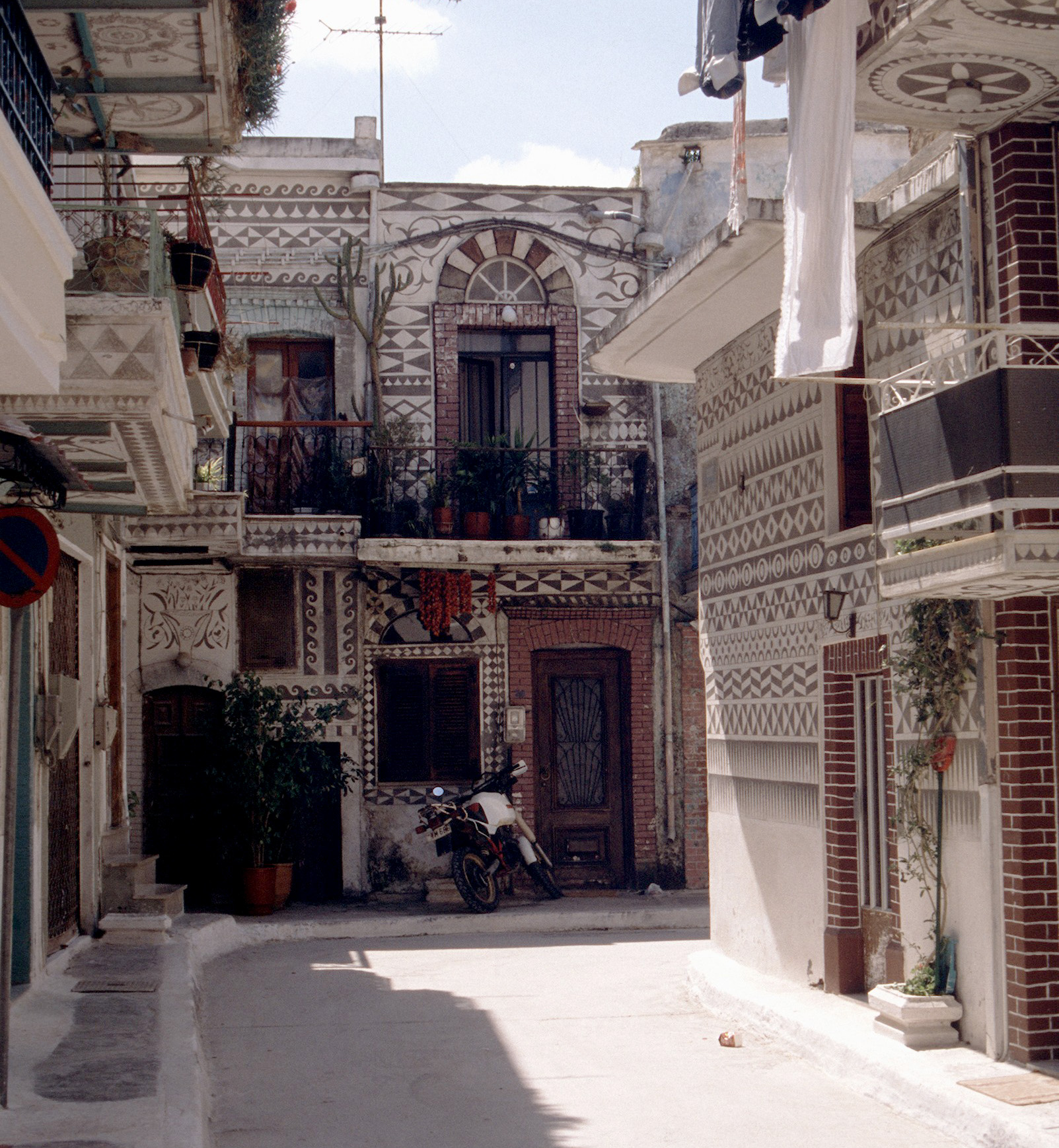
Gasse in Pyrgi auf der Insel Chios. Der Ort gehört zu den Mastichochoria („Mastixdörfern“).

Bedeutende europäische Sgraffito Künstler
- Österreich: Konrad Honold, Weinkellerei Hermann Pfanner, Lauterach.
- Belgien: Paul Cauchie, Maison Cauchie (Brüssel), Maison Delune (Brüssel); Adolphe Crespin, Hôtel Albert Ciamberlani (Brüssel); Gabriel van Dievoet, Kirche von Machelen, Goldenes Haus (Charleroi); Henri Privat-Livemont, Grande Maison de Blanc (Brüssel).
- Spanien: Francesc Berenguer i Mestres, Casa Joan Baptista Rubinat (1905)
- Frankreich: César Pain, Haus in der Rue Félix-Faure 24 (1904), Nancy.
- Tschechien: Josef Schulz, Palais Schwarzenberg (Prag).
- Schweiz: Robert Wehrlin, Genossenschaft Kosum in Winterthur; Die Taufe Christi, Gemeindehaus Kollbrunn; Das Glücksrad, Schule Winterthur-Wülflingen.

### Deutschland

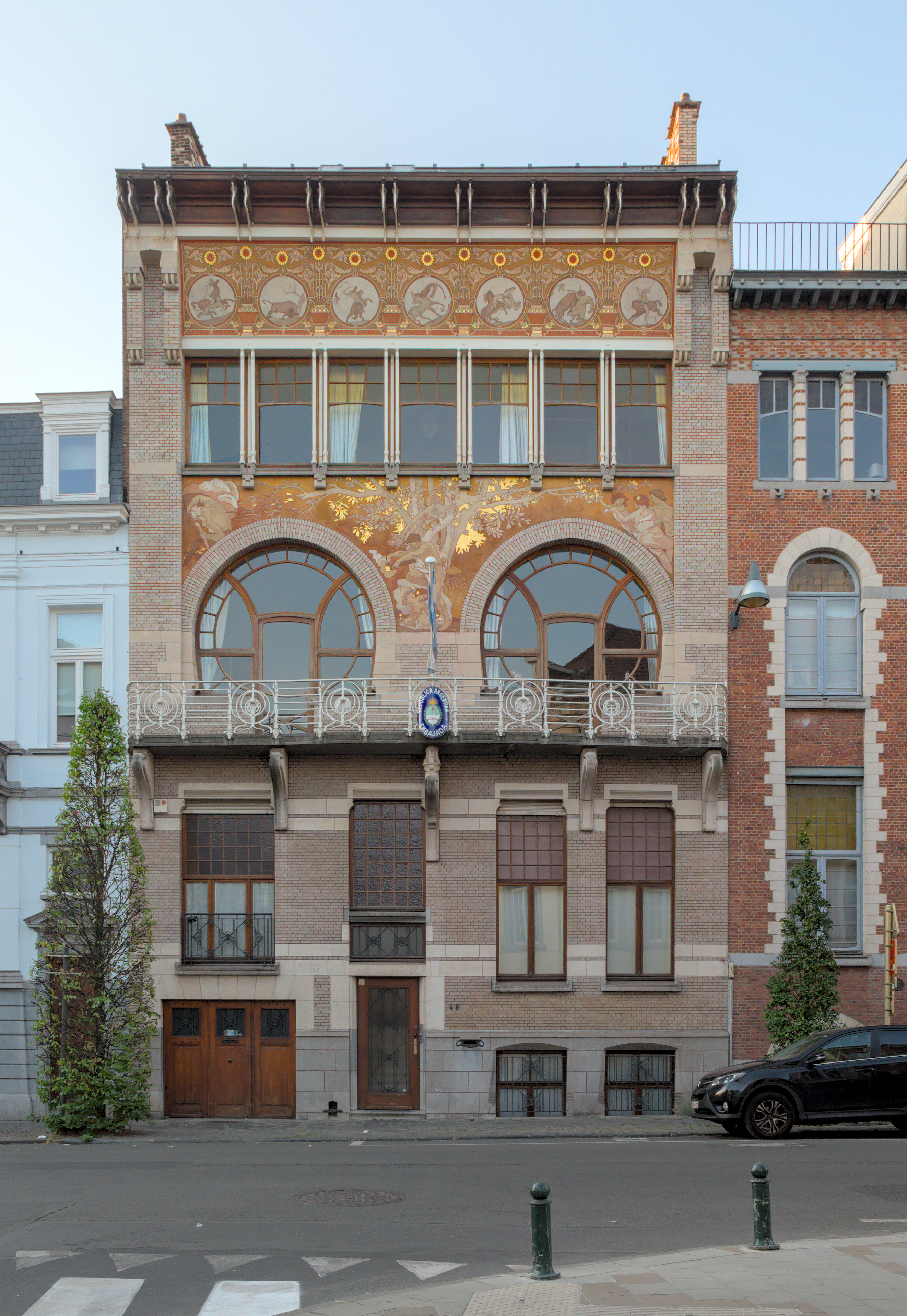
Hôtel Ciamberlani, Brüssel

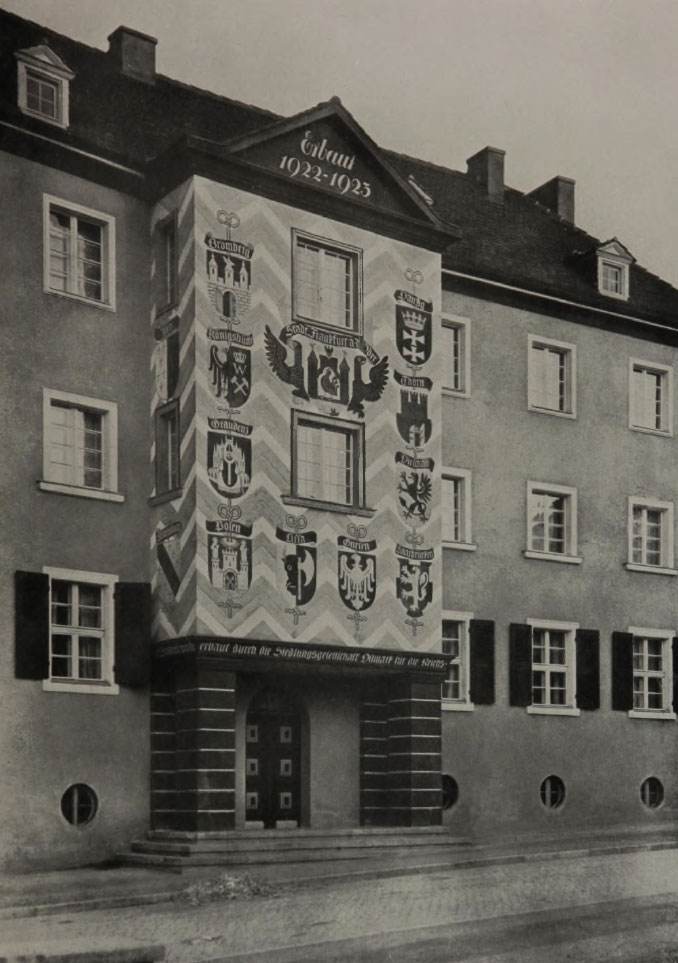
Neuer Stadtteil am Grünen Weg. Wappenerker, 1925. Frankfurt (Oder)

Zu einer starken Verbreitung der Sgraffito-Technik kam es ab Mitte der 1920er Jahre. Der Reichswirtschaftsverband Bildender Künstler hatte bezogen auf die schlechte wirtschaftliche Situation vieler Künstler angeregt, diese an Bauprojekten der Reichs- oder Landesregierungen bzw. der Kommunen zu beteiligen. Dem kam der preußische Innenminister mit einem Erlass vom 20. Juni 1928 nach, der die Verdienstmöglichkeiten der Künstler durch die Vorschrift zu verbessern suchte, dass bei einem Bau jeweils ein kleiner Prozentsatz (1–2 %) des Finanzvolumens für künstlerische Arbeiten zu verwenden sei. Erste Sgraffito-Wandarbeiten findet man u. a. in Köln (Naumannsiedlung, 1927–29) und München (Clemensstraße, 1929/30). Die Stadt Wien hatte schon kurz nach dem Ersten Weltkrieg ein ähnliches Förderprogramm aufgelegt; hier entstanden in den städtischen Wohnanlagen seit Mitte der 1920er Jahre neben Reliefs, Mosaiken, Wandbildern, Skulpturen etc. auch zahlreiche Sgraffito-Dekorationen.
Die Nationalsozialisten übernahmen den Erlass von 1928 leicht modifiziert; 1950 übernahm ihn auch die junge Bundesrepublik, kurz später die DDR. Dieser Kontinuität entsprach auch diejenige der Formensprache und thematischen Orientierung. Es kam unter dem NS-Regime zu keinem nennenswerten Bruch, auch wenn gelegentlich ein Hakenkreuz eingefügt oder wenn in Waldshut-Tiengen die Verbindung von „Nährstand und Wehrstand“ bemüht wurde und insgesamt die „Volksgemeinschaft“ betonende Abbildungen – etwa von Ingenieur, Arbeiter und Landwirt – Konjunktur hatten.

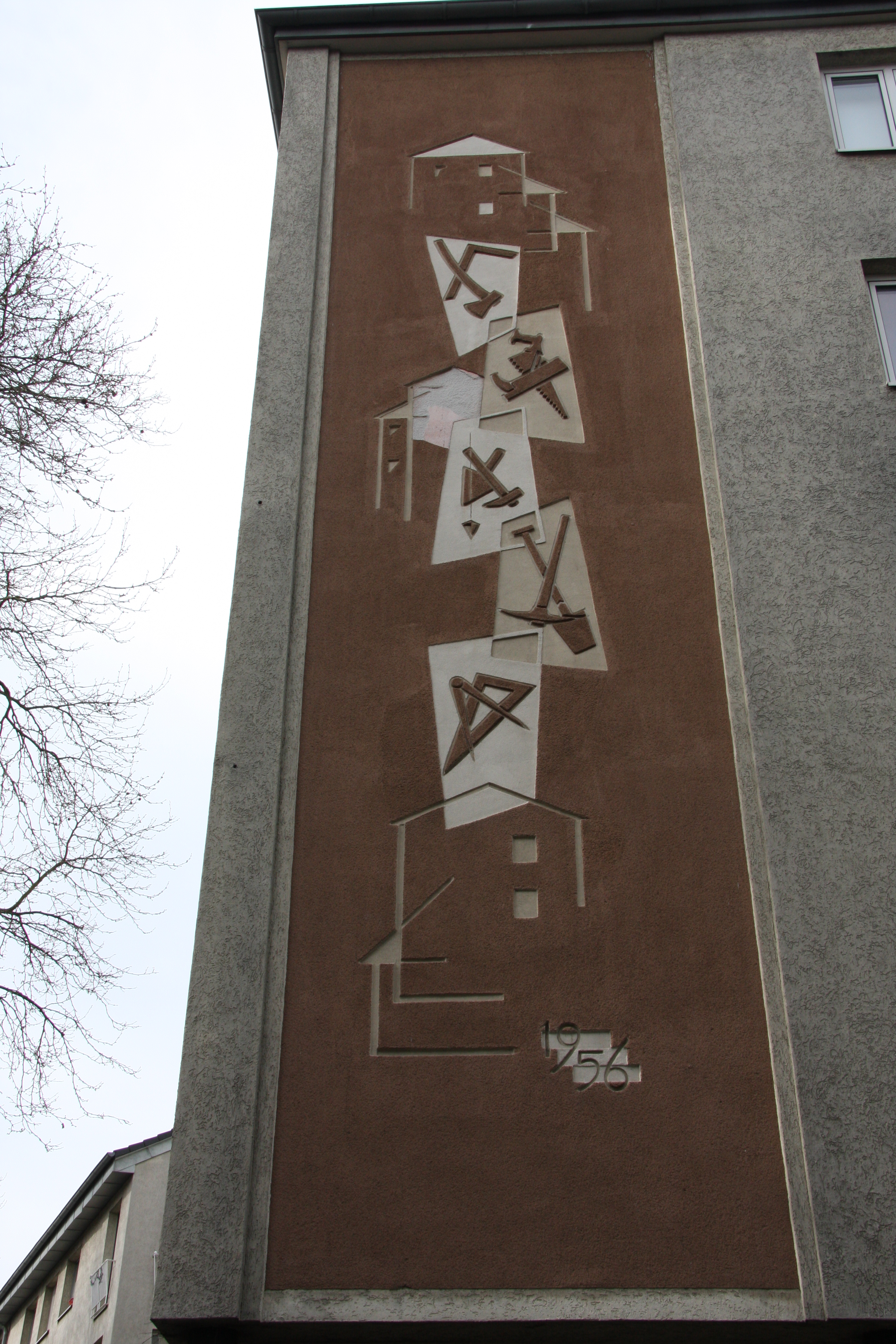
Helmholtzplatz 1, Köln-Ehrenfeld. Sgraffito von 1956

Zwischen 1930 und 1965 entstanden zahlreiche Darstellungen von spielenden Kindern, jungen Familien, glücklichen Tieren, tatkräftigen Arbeitern bzw. stolzen Handwerkern, tapferen Heiligen und historischen Szenen. Gelegentlich bewarben die Dekorationen auch lokale Firmen. Zu den bekannteren Künstlern gehören Hermann Tomada und Ernst Vogel in Darmstadt, Ernst Wille in Köln und Hans Kaiser im nördlichen Ruhrgebiet. Nach einem Sgraffito-Boom in den 1950er und 1960er Jahren wurde die Technik kaum noch praktiziert.

## Technik
Sgraffito-Dekorationen wurden zu verschiedenen Zeiten und in verschiedenen Regionen unterschiedlich ausgeführt. Als gemeinsame Schritte lassen sich am Ehesten die folgenden nennen:
Die Arbeit erfolgt wie bei der Freskomalerei "al fresco", also mit frischem, noch nicht vollständig abgebundenen und getrockneten Kalkputz. Üblicherweise wird auf einen Unterputz eine dünne Mörtelschicht aufgebracht, die mit einem licht- und kalkechten Pigment, nach Giorgio Vasari mit "Strohasche" oder gemahlener Holzkohle ("nero di carbon pesto") durchgefärbt ist.  Nach dem Anziehen des Kalkputzes wird die Oberfläche mit Kalk getüncht, dann ritzt und schabt man in die noch frische Oberfläche Linien und Flächen, so dass die gefärbte Schicht wieder sichtbar wird. Wie Spuren von Spolvero-Schablonen aus dem 15. Jahrhundert belegen, wurden in Florenz Ornamente auf Kartons vorbereitet und auf die Wand übertragen.
Bei mehrfarbigen Sgraffito-Dekorationen ist das Verfahren aufwändiger, da der Bildaufbau umgekehrt werden muss: Zuerst werden die Details angelegt, die Umrisse werden erst zum Schluss sichtbar. Daher ist zur Erstellung eine umfangreiche Vorausplanung erforderlich. Beliebt ist die Technik wegen ihrer langen Haltbarkeit auch unter ungünstigen Witterungsbedingungen.

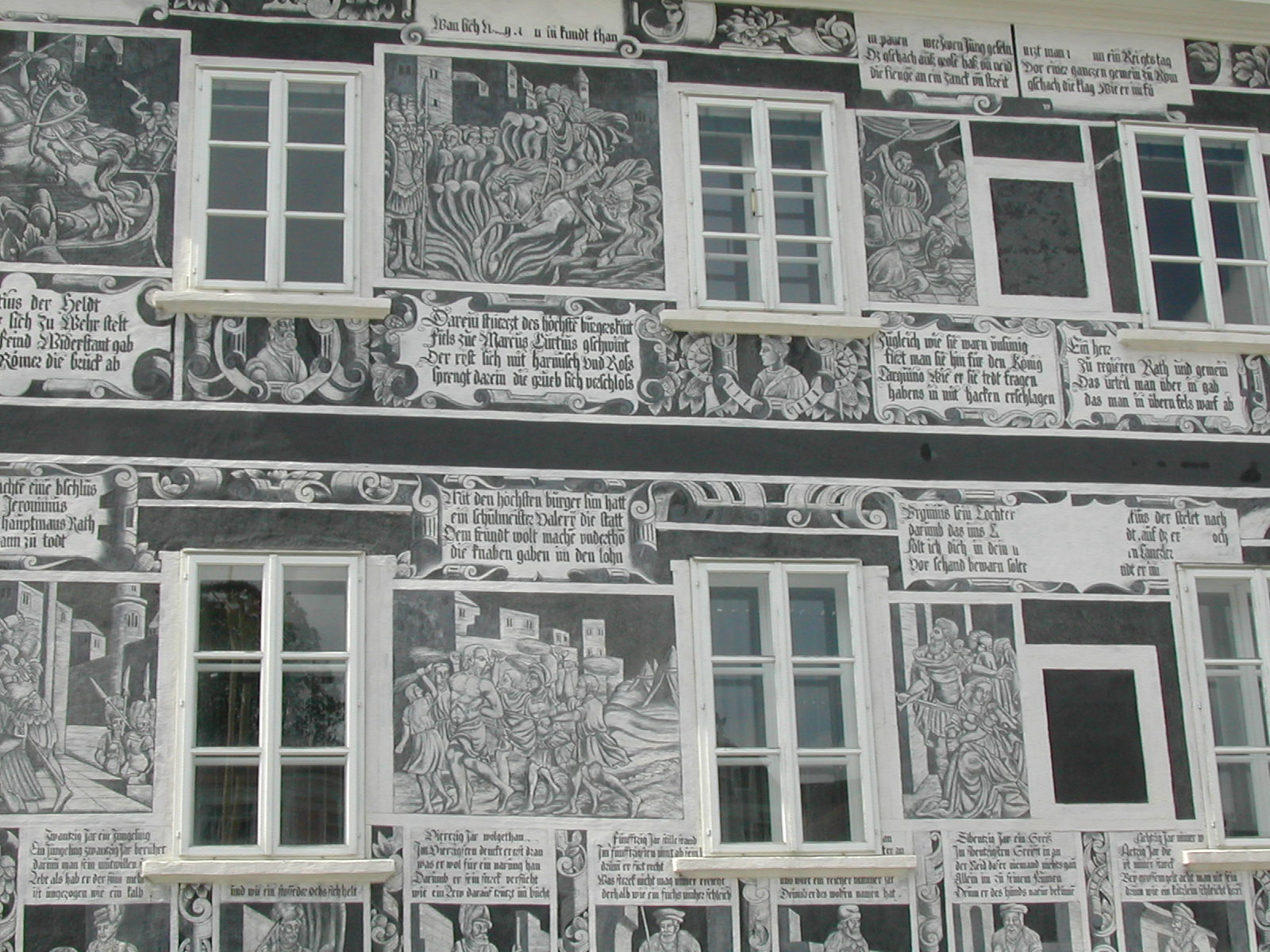
Sgraffito-Haus in Weitra
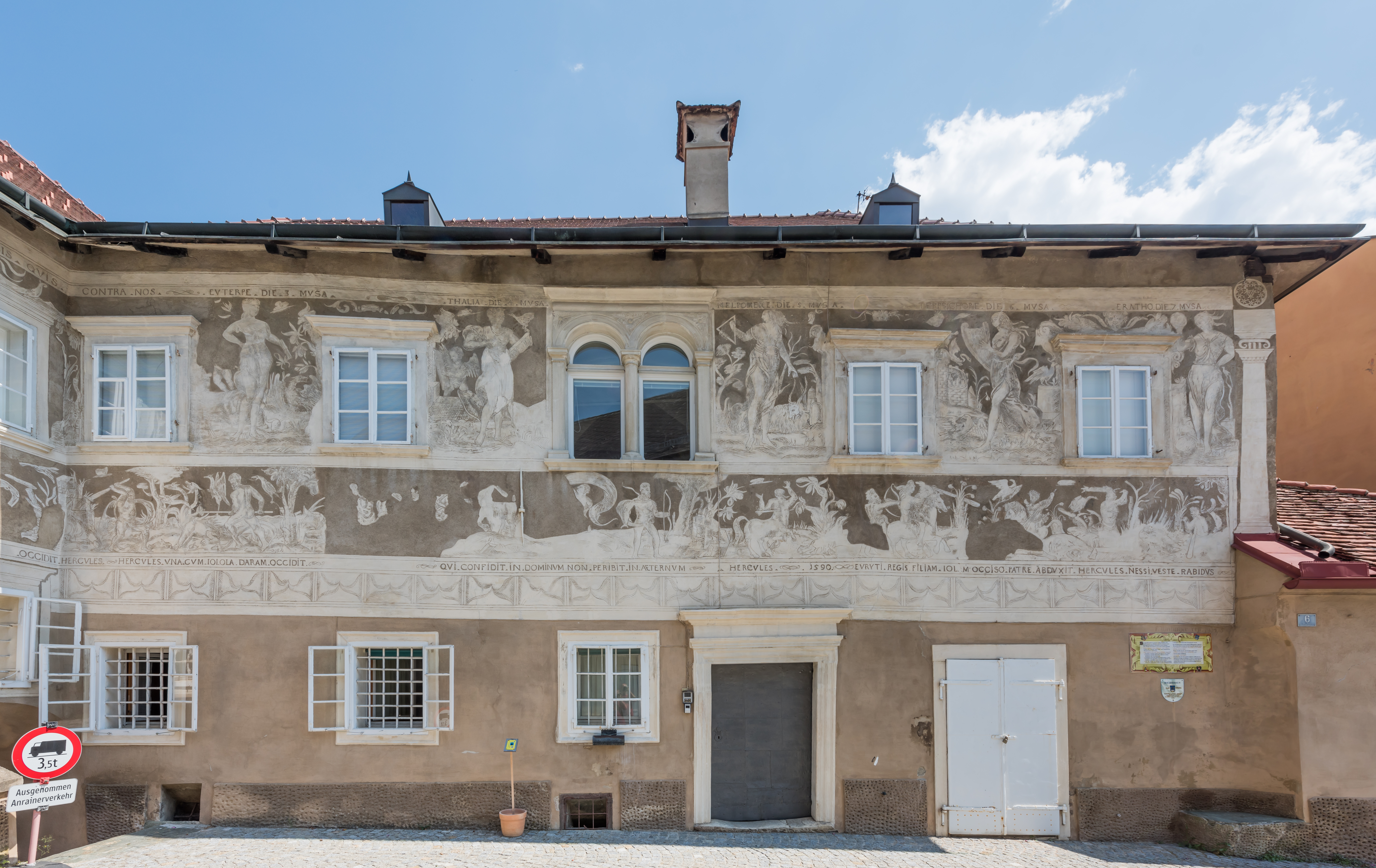
Riederhaus in Althofen, Kärnten, Österreich
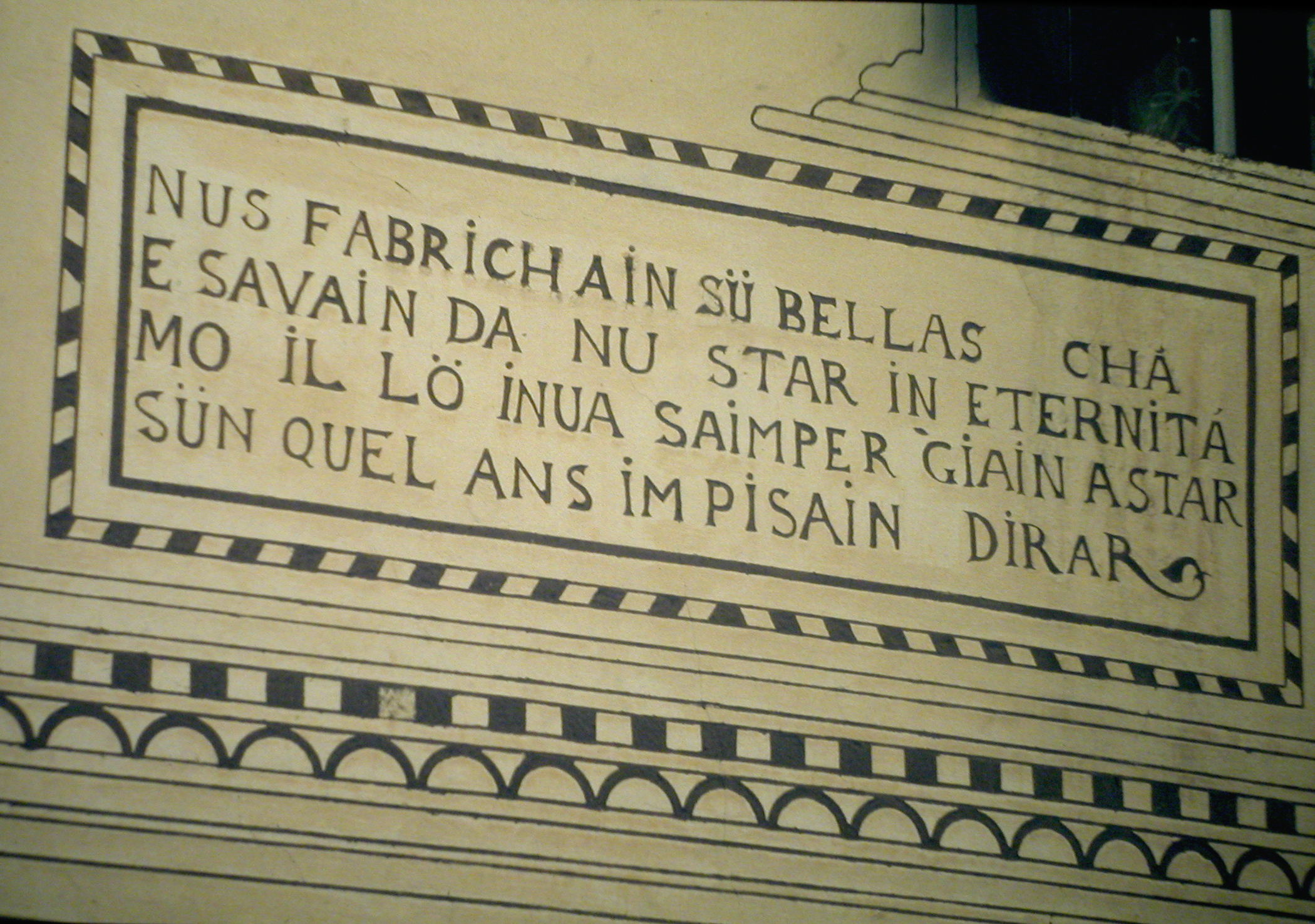
Sgraffito in Guarda (Graubünden, Schweiz)
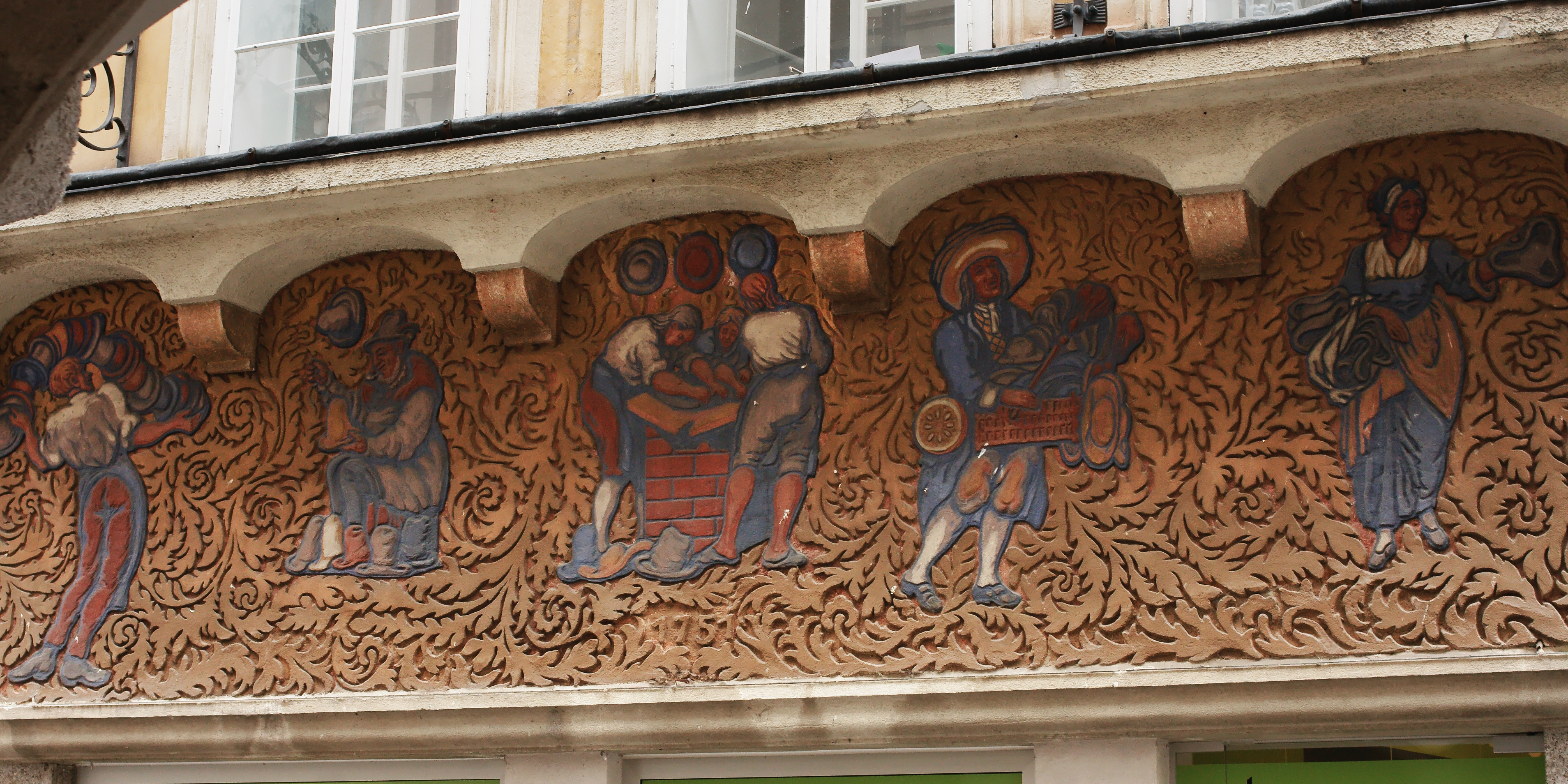
Mehrfarbiges Sgraffito in Steyr
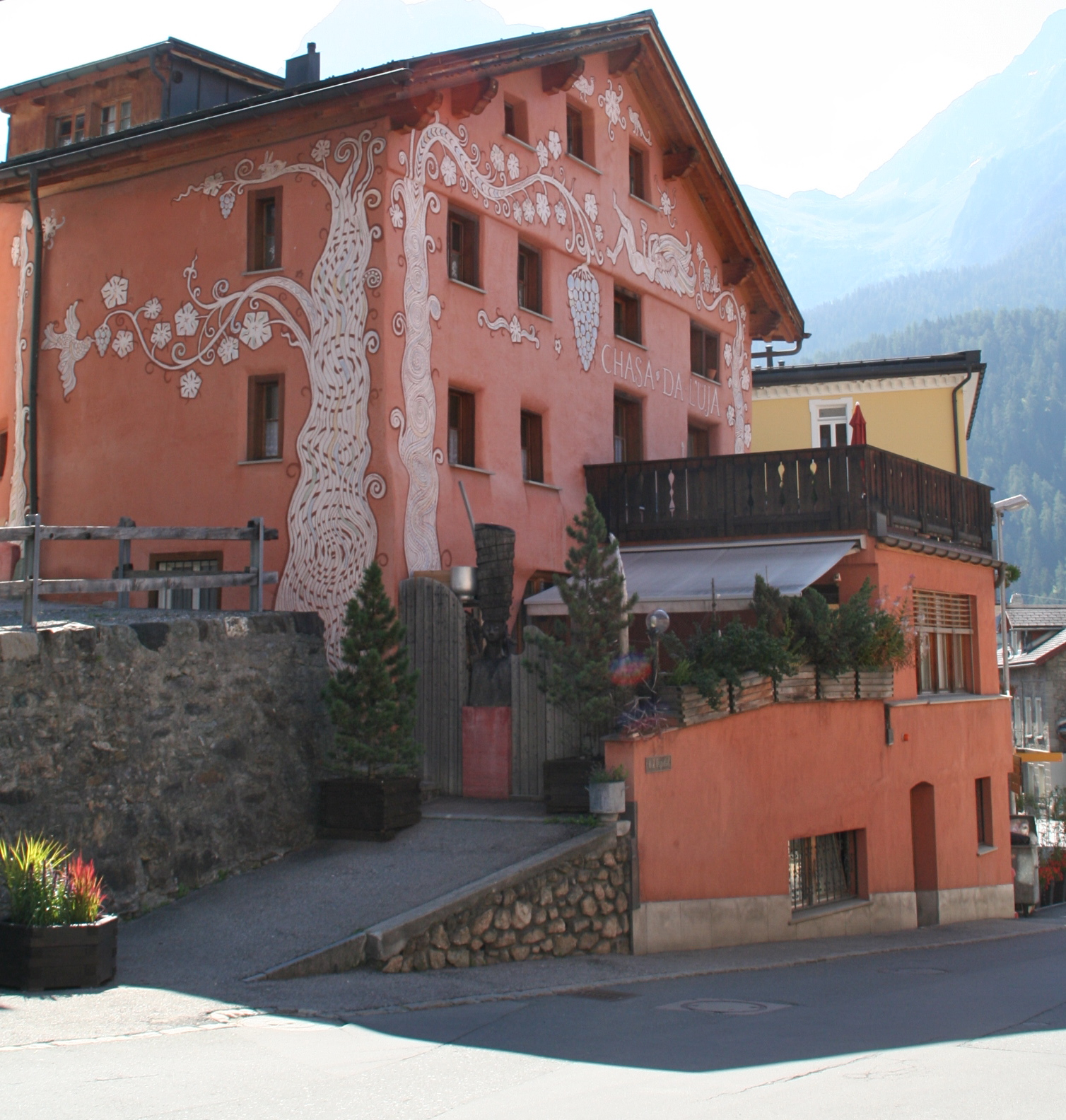
Chasa da L`Üja in Scuol (Sgraffito von Steivan Liun Könz, erstellt 1992)
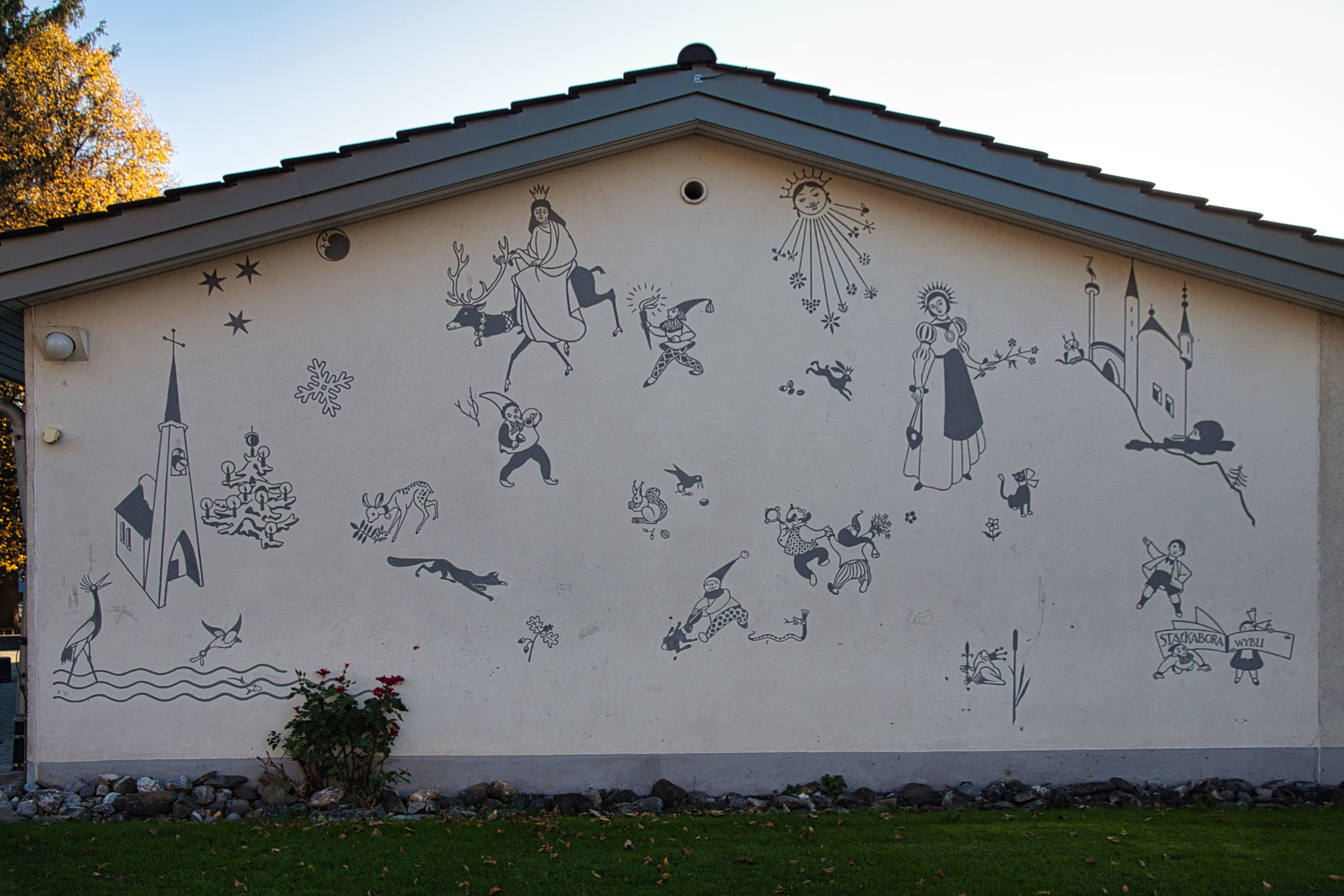
Sgraffito von Albert Wider, 1952, am Kindergarten in Widnau, SG
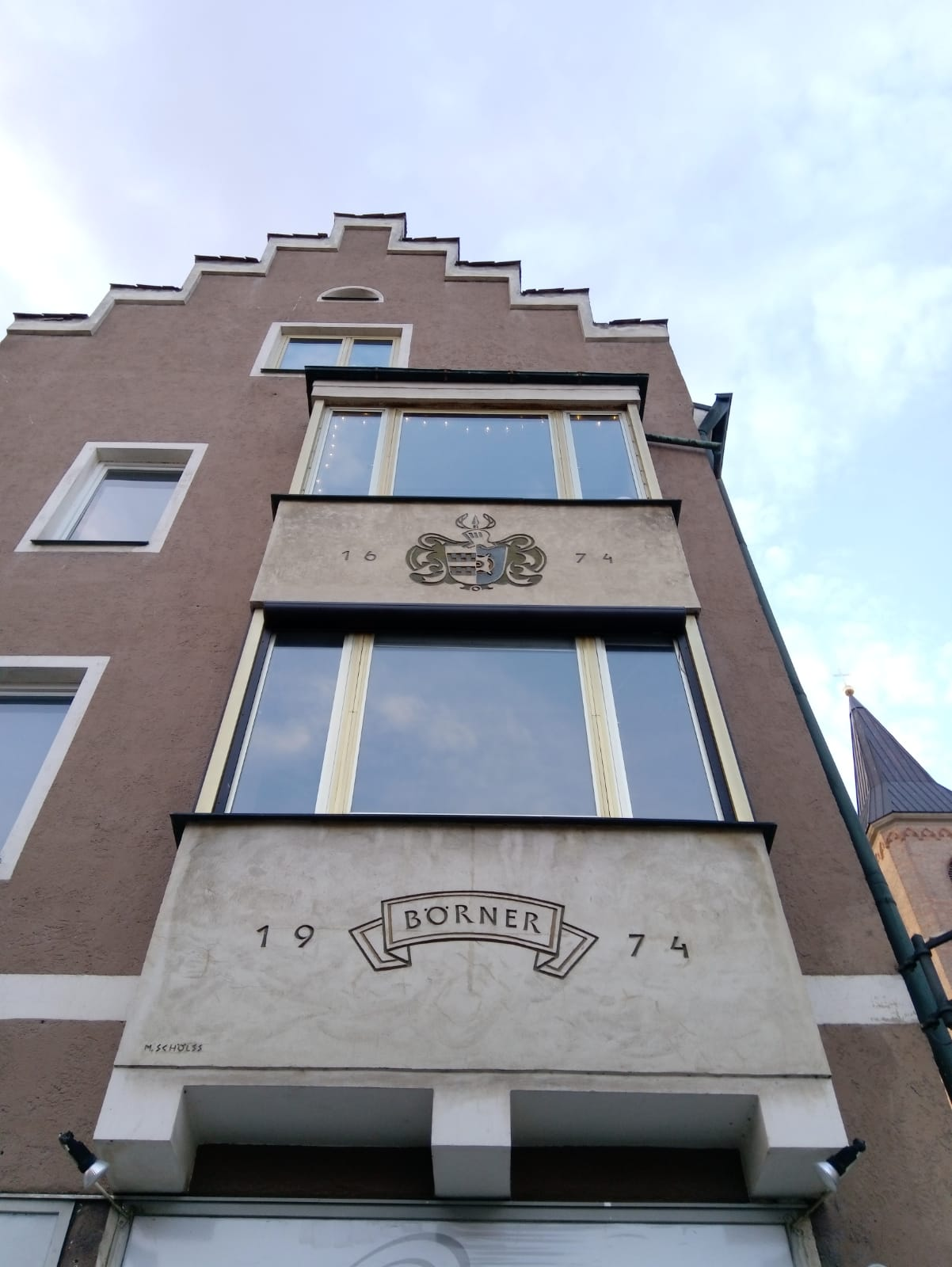
Sgraffito am Holzmarkt 32, Ingolstadt von Michael Schölß